# Nerocila orbignyi
Nerocila orbignyi es una especie de crustáceo isópodo marino de la familia Cymothoidae.

## Distribución geográfica
Es un ectoparásito de peces marinos casi cosmopolita: océano Atlántico oriental, mar Mediterráneo, océano Índico y océano Pacífico occidental.